# Huitième circonscription de Seine-et-Marne
La huitième circonscription de Seine-et-Marne est représentée dans la XVIIe législature par Arnaud Bonnet, député Nouveau Front populaire.

## Description géographique et démographique

La huitième circonscription de Seine-et-Marne de 1988 à 2012

La huitième circonscription de Seine-et-Marne est la plus peuplée et l'une des plus urbaines du département, puisqu'elle couvre, entre autres, une partie importante de la ville nouvelle de Marne-la-Vallée, en particulier la partie orientale du Val Maubuée et du Val de Bussy.
Elle était composée des cinq cantons ci-dessous :
- canton de Champs-sur-Marne : 31 580 habitants
- canton de Noisiel : 29 717 habitants
- canton de Roissy-en-Brie : 42 216 habitants
- canton de Torcy : 38 236 habitants
- canton de Thorigny-sur-Marne (excepté les communes de Serris, Magny-le-Hongre et Bailly-Romainvilliers) : 27 329 habitants

La circonscription était peuplée de 169 078 habitants au recensement de 1999, soit une hausse de 14,83 % par rapport à 1990, lorsque 147 248 personnes y avaient été recensés.
À la suite du redécoupage des circonscriptions, elle regroupe actuellement les cantons suivants : 
- canton de Roissy-en-Brie : 44 969 habitants (population municipale 2009 source INSEE)
- canton de Thorigny-sur-Marne (excepté les communes de Serris, Magny-le-Hongre et Bailly-Romainvilliers) : 70 293 habitants (population municipale 2009 source INSEE)
- canton de Torcy : 52 495 habitants (population municipale 2009 source INSEE)

## Description politique
La huitième circonscription est comme sa voisine la septième une circonscription relativement ouverte, qui vote généralement comme l'ensemble du pays. Ainsi, si la circonscription est passée à droite en 1993 à la faveur du raz-de-marée national favorable à la droite, elle est retournée à gauche à la suite de la dissolution ratée de Jacques Chirac en 1997, la victoire se jouant à chaque fois à quelque 3 000 voix. L'élection de 2002, qui vit la circonscription repasser à droite, fut encore plus serrée, puisque Chantal Brunel emporta l'élection au second tour par 1 800 voix d'avances, soit 51,67 % des voix contre 48,33 % pour le député socialiste sortant.
La présidentielle de 2007 a confirmé le caractère ouvert de la huitième circonscription et relativement à gauche de la circonscription. Celle-ci fut la moins encline du département à voter pour Nicolas Sarkozy, qui ne l'emporta que par 50,94 % des suffrages exprimés contre 49,05 % à sa rivale socialiste, soit environ 1 800 voix d'avance, ce qui représente 6 point de moins que la moyenne départementale.
Lors des élections législatives, la 8e circonscription offre étonnamment la même répartition des voix au centième de point près. Chantal Brunel, députée sortante UMP, garde son siège avec également 50,94 % des suffrages, contre 49,05 % à Olivier Faure, candidat PS. Mais le différentiel de voix est moindre, 1 108, du fait de l'importante abstention (45,96 %).
Lors des élections législatives de 2022, le candidat Hadrien Ghomi sous l'étiquette Ensemble est arrivé en seconde position au premier tour avec 30,61% des suffrages face au candidat de la NUPES Arnaud Bonnet, il est élu député au second tour avec 50,01 % des suffrages, avec seulement 4 voix le séparant de son adversaire.

## Historique des députations
| Législature | Début de mandat | Fin de mandat  | Député                | Parti politique | Observations                                                                           |
| ----------- | --------------- | -------------- | --------------------- | --------------- | -------------------------------------------------------------------------------------- |
| IXe         | 23 juin 1988    | 1er avril 1993 | Jean-Pierre Fourré    | PS              |                                                                                        |
| Xe          | 2 avril 1993    | 21 avril 1997  | Gérard Jeffray        | UDF             | Mandat écourté à la suite d'une dissolution parlementaire décidée par Jacques Chirac.  |
| XIe         | 12 juin 1997    | 18 juin 2002   | Daniel Vachez         | PS              |                                                                                        |
| XIIe        | 19 juin 2002    | 19 juin 2007   | Chantal Brunel        | UMP             |                                                                                        |
| XIIIe       | 20 juin 2007    | 19 juin 2012   | Chantal Brunel        | UMP             |                                                                                        |
| XIVe        | 20 juin 2012    | 20 juin 2017   | Eduardo Rihan Cypel   | PS              |                                                                                        |
| XVe         | 21 juin 2017    | 21 juin 2022   | Jean-Michel Fauvergue | LREM            |                                                                                        |
| XVIe        | 22 juin 2022    | 9 juin 2024    | Hadrien Ghomi         | LREM            | Mandat écourté à la suite d'une dissolution parlementaire décidée par Emmanuel Macron. |
| XVIIe       | 8 juillet 2024  | En cours       | Arnaud Bonnet         | LÉ              |                                                                                        |

## Historique des élections

### Élections de 1988
| Candidat       | Candidat                         | Parti          | Premier tour | Premier tour | Second tour | Second tour |  |
| Candidat       | Candidat                         | Parti          | Voix         | %            | Voix        | %           |  |
| -------------- | -------------------------------- | -------------- | ------------ | ------------ | ----------- | ----------- |  |
|                | Jean-Pierre Fourré sortant réélu | PS             | 17 250       | 42,53        | 24 756      | 57,54       |  |
|                | Gérard Burlet                    | RPR (URC)      | 11 253       | 27,74        | 18 270      | 42,46       |  |
|                | Jean-Pierre Savojni              | FN             | 5 541        | 13,66        |             |             |  |
|                | Daniel Brunel                    | PCF            | 3 416        | 8,42         |             |             |  |
|                | Alain Rist                       | Les Verts      | 3 100        | 7,64         |             |             |  |
|                |                                  |                |              |              |             |             |  |
| Inscrits       | Inscrits                         | Inscrits       | 66 307       | 100,00       | 66 297      | 100,00      |  |
| Abstentions    | Abstentions                      | Abstentions    | 25 327       | 38,2         | 22 265      | 33,58       |  |
| Votants        | Votants                          | Votants        | 40 980       | 61,8         | 44 032      | 66,42       |  |
| Blancs et nuls | Blancs et nuls                   | Blancs et nuls | 420          | 1,02         | 1 006       | 2,28        |  |
| Exprimés       | Exprimés                         | Exprimés       | 40 560       | 98,98        | 43 026      | 97,72       |  |

Le suppléant de Jean-Pierre Fourré était Louis Reboul, maire de Roissy-en-Brie.

### Élections de 1993
| Candidat       | Candidat                   | Parti          | Premier tour | Premier tour | Second tour | Second tour |  |
| Candidat       | Candidat                   | Parti          | Voix         | %            | Voix        | %           |  |
| -------------- | -------------------------- | -------------- | ------------ | ------------ | ----------- | ----------- |  |
|                | Gérard Jeffray élu         | UDF (PR)       | 12 153       | 25,34        | 25 296      | 52,89       |  |
|                | Jean-Pierre Fourré sortant | PS (ADFP)      | 9 777        | 20,39        | 22 530      | 47,11       |  |
|                | Yves Varenne               | FN             | 7 207        | 15,03        |             |             |  |
|                | Alain Rist                 | Les Verts (EÉ) | 5 511        | 11,49        |             |             |  |
|                | Gérard Burlet              | RPR            | 4 851        | 10,12        |             |             |  |
|                | Daniel Brunel              | PCF            | 3 695        | 7,71         |             |             |  |
|                | Marielle Mares             | RDRP           | 1 141        | 2,38         |             |             |  |
|                | Yvon Le Bourhis            | LT-LNÉ         | 1 069        | 2,23         |             |             |  |
|                | Christiane Duprey          | LO             | 786          | 1,64         |             |             |  |
|                | Daniel Bonato              | Divers         | 484          | 1,01         |             |             |  |
|                | Éric Sorokine              | PT             | 391          | 0,82         |             |             |  |
|                | Edgar Lahournère           | UDI            | 368          | 0,77         |             |             |  |
|                | Liliane Tarost             | PT             | 367          | 0,77         |             |             |  |
|                | Jean-Marc Serougne         | PLN            | 152          | 0,32         |             |             |  |
|                |                            |                |              |              |             |             |  |
| Inscrits       | Inscrits                   | Inscrits       | 77 169       | 100,00       | 77 169      | 100,00      |  |
| Abstentions    | Abstentions                | Abstentions    | 26 993       | 34,98        | 26 079      | 33,79       |  |
| Votants        | Votants                    | Votants        | 50 176       | 65,02        | 51 090      | 66,21       |  |
| Blancs et nuls | Blancs et nuls             | Blancs et nuls | 2 224        | 4,43         | 3 264       | 6,39        |  |
| Exprimés       | Exprimés                   | Exprimés       | 47 952       | 95,57        | 47 826      | 93,61       |  |

Le suppléant de Gérard Jeffray était Michel Gérès, maire de Croissy-Beaubourg.

### Élections de 1997
| Candidat       | Candidat               | Parti          | Premier tour | Premier tour | Second tour | Second tour |  |
| Candidat       | Candidat               | Parti          | Voix         | %            | Voix        | %           |  |
| -------------- | ---------------------- | -------------- | ------------ | ------------ | ----------- | ----------- |  |
|                | Gérard Jeffray sortant | UDF (PR)       | 12 728       | 24,97        | 25 333      | 46,79       |  |
|                | Daniel Vachez élu      | PS             | 12 419       | 24,36        | 28 812      | 53,21       |  |
|                | Claude Heintz          | FN             | 8 196        | 16,08        |             |             |  |
|                | Daniel Brunel          | PCF            | 4 380        | 8,59         |             |             |  |
|                | Jean-Pierre Fourré     | MDC            | 4 160        | 8,16         |             |             |  |
|                | Alain Rist             | Les Verts      | 1 966        | 3,86         |             |             |  |
|                | Thierry Omnès          | LDI (MPF)      | 1 555        | 3,05         |             |             |  |
|                | Christiane Duprey      | LO             | 1 519        | 2,98         |             |             |  |
|                | Élisabeth Correia      | GÉ             | 1 098        | 2,15         |             |             |  |
|                | Fabrice David          | LT-LNÉ         | 724          | 1,42         |             |             |  |
|                | Michel Carbonel        | US4J           | 598          | 1,17         |             |             |  |
|                | Bernard Bienne         | Divers         | 583          | 1,14         |             |             |  |
|                | Abdelkrim Sarouli      | Divers droite  | 375          | 0,74         |             |             |  |
|                | Éric Sorokine          | PT             | 361          | 0,71         |             |             |  |
|                | Brigitte Hallais       | IR             | 230          | 0,45         |             |             |  |
|                | Daniel Enselme         | PLN            | 91           | 0,18         |             |             |  |
|                |                        |                |              |              |             |             |  |
| Inscrits       | Inscrits               | Inscrits       | 83 753       | 100,00       | 83 750      | 100,00      |  |
| Abstentions    | Abstentions            | Abstentions    | 30 597       | 36,53        | 26 266      | 31,36       |  |
| Votants        | Votants                | Votants        | 53 156       | 63,47        | 57 484      | 68,64       |  |
| Blancs et nuls | Blancs et nuls         | Blancs et nuls | 2 173        | 4,09         | 3 339       | 5,81        |  |
| Exprimés       | Exprimés               | Exprimés       | 50 983       | 95,91        | 54 145      | 94,19       |  |

Le suppléant de Daniel Vachez était Jacky Sarrazin, premier adjoint au maire d'Ozoir-la-Ferrière.

### Élections de 2002
| Candidat       | Candidat              | Parti             | Premier tour | Premier tour | Second tour | Second tour |  |
| Candidat       | Candidat              | Parti             | Voix         | %            | Voix        | %           |  |
| -------------- | --------------------- | ----------------- | ------------ | ------------ | ----------- | ----------- |  |
|                | Daniel Vachez sortant | PS                | 18 584       | 32,59        | 25 153      | 48,33       |  |
|                | Chantal Brunel élue   | UMP               | 15 670       | 27,48        | 26 890      | 51,67       |  |
|                | Hugues Rondeau        | UDF               | 8 015        | 14,06        |             |             |  |
|                | Isabella Rosa Marques | FN                | 5 993        | 10,51        |             |             |  |
|                | Alain Vacheret        | PCF               | 2 512        | 4,41         |             |             |  |
|                | Sylvie Rouan          | Les Verts         | 1 323        | 2,32         |             |             |  |
|                | Marie-Pierre Toubhans | LCR               | 891          | 1,56         |             |             |  |
|                | Fabrice David         | Divers écologiste | 592          | 1,04         |             |             |  |
|                | Claudine Chevalier    | Pôle républicain  | 520          | 0,91         |             |             |  |
|                | Laurence Carrier      | MNR               | 460          | 0,81         |             |             |  |
|                | Gérard Delimard       | LO                | 457          | 0,8          |             |             |  |
|                | Patrice Romain        | MÉI               | 365          | 0,64         |             |             |  |
|                | Patrick Legros        | Divers écologiste | 289          | 0,51         |             |             |  |
|                | Didier Bernard        | GÉ                | 263          | 0,46         |             |             |  |
|                | Céline Barat          | CPNT              | 258          | 0,45         |             |             |  |
|                | Cécile Evano          | PT                | 257          | 0,45         |             |             |  |
|                | Cédric Ilardo         | Divers            | 237          | 0,42         |             |             |  |
|                | Brigitte Hallais      | Divers gauche     | 177          | 0,31         |             |             |  |
|                | Florence Fink         | MPF               | 158          | 0,28         |             |             |  |
|                |                       |                   |              |              |             |             |  |
| Inscrits       | Inscrits              | Inscrits          | 92 542       | 100,00       | 92 544      | 100,00      |  |
| Abstentions    | Abstentions           | Abstentions       | 34 668       | 37,46        | 38 852      | 41,98       |  |
| Votants        | Votants               | Votants           | 57 874       | 62,54        | 53 692      | 58,02       |  |
| Blancs et nuls | Blancs et nuls        | Blancs et nuls    | 853          | 1,47         | 1 649       | 3,07        |  |
| Exprimés       | Exprimés              | Exprimés          | 57 021       | 98,53        | 52 043      | 96,93       |  |

Le suppléant de Chantal Brunel était Michel Gérès, maire de Croissy-Beaubourg.

### Élections de 2007
| Candidat       | Candidat                       | Parti          | Premier tour | Premier tour | Second tour | Second tour |  |
| Candidat       | Candidat                       | Parti          | Voix         | %            | Voix        | %           |  |
| -------------- | ------------------------------ | -------------- | ------------ | ------------ | ----------- | ----------- |  |
|                | Chantal Brunel sortante réélue | UMP            | 28 186       | 46,27        | 30 054      | 50,94       |  |
|                | Olivier Faure                  | PS             | 17 698       | 29,05        | 28 946      | 49,06       |  |
|                | Jean Calvet                    | UDF–MoDem      | 4 832        | 7,93         |             |             |  |
|                | Sylvie Fuchs                   | PCF            | 2 184        | 3,58         |             |             |  |
|                | Robert Caillaboux              | FN             | 2 071        | 3,4          |             |             |  |
|                | Antoine Parodi                 | Les Verts      | 1 693        | 2,78         |             |             |  |
|                | Jean-Paul Brinon               | LCR            | 1 413        | 2,32         |             |             |  |
|                | Didier Bernard                 | GÉ             | 981          | 1,61         |             |             |  |
|                | Jacques Destère                | MPF            | 494          | 0,81         |             |             |  |
|                | Roger Roth                     | Divers         | 407          | 0,67         |             |             |  |
|                | Gérard Delimard                | LO             | 334          | 0,55         |             |             |  |
|                | Marie Fontan                   | MNR            | 258          | 0,42         |             |             |  |
|                | Emmanuel Prost                 | AL             | 194          | 0,32         |             |             |  |
|                | Lionel Pont                    | PRG            | 177          | 0,29         |             |             |  |
|                |                                |                |              |              |             |             |  |
| Inscrits       | Inscrits                       | Inscrits       | 111 309      | 100,00       | 111 298     | 100,00      |  |
| Abstentions    | Abstentions                    | Abstentions    | 49 627       | 44,58        | 51 155      | 45,96       |  |
| Votants        | Votants                        | Votants        | 61 682       | 55,42        | 60 143      | 54,04       |  |
| Blancs et nuls | Blancs et nuls                 | Blancs et nuls | 760          | 1,23         | 1 143       | 1,9         |  |
| Exprimés       | Exprimés                       | Exprimés       | 60 922       | 98,77        | 59 000      | 98,1        |  |

### Élections de 2012
| Candidat       | Candidat                | Parti          | Premier tour | Premier tour | Second tour | Second tour |  |
| Candidat       | Candidat                | Parti          | Voix         | %            | Voix        | %           |  |
| -------------- | ----------------------- | -------------- | ------------ | ------------ | ----------- | ----------- |  |
|                | Eduardo Rihan Cypel élu | PS             | 16 437       | 37,37        | 22 508      | 52,77       |  |
|                | Chantal Brunel sortante | UMP            | 13 991       | 31,81        | 20 141      | 47,23       |  |
|                | Chantal Delhaye         | FN             | 5 731        | 13,03        |             |             |  |
|                | Marie-Luce Nemo         | FG (PCF)       | 2 347        | 5,34         |             |             |  |
|                | Michel Gérès            | MoDem          | 2 044        | 4,65         |             |             |  |
|                | Julie Nouvion           | EÉLV           | 1 385        | 3,15         |             |             |  |
|                | Jean Calvet             | PRG            | 796          | 1,81         |             |             |  |
|                | Melissandre Couvrechel  | DLR            | 503          | 1,14         |             |             |  |
|                | Roger Roth              | AÉI            | 321          | 0,73         |             |             |  |
|                | Frédéric Renault        | LO             | 182          | 0,41         |             |             |  |
|                | Thierry Jallas          | PLD            | 158          | 0,36         |             |             |  |
|                | Éric Quesne             | S&P            | 94           | 0,21         |             |             |  |
|                |                         |                |              |              |             |             |  |
| Inscrits       | Inscrits                | Inscrits       | 82 686       | 100,00       | 82 689      | 100,00      |  |
| Abstentions    | Abstentions             | Abstentions    | 38 167       | 46,16        | 38 833      | 46,96       |  |
| Votants        | Votants                 | Votants        | 44 519       | 53,84        | 43 856      | 53,04       |  |
| Blancs et nuls | Blancs et nuls          | Blancs et nuls | 530          | 1,19         | 1 207       | 2,75        |  |
| Exprimés       | Exprimés                | Exprimés       | 43 989       | 98,81        | 42 649      | 97,25       |  |

### Élections de 2017
|                                                                                |                                                                        |                           |                           |                          |                          |
|                                                                                |                                                                        | Premier tour 11 juin 2017 | Premier tour 11 juin 2017 | Second tour 18 juin 2017 | Second tour 18 juin 2017 |
|                                                                                |                                                                        |                           |                           |                          |                          |
|                                                                                |                                                                        | Nombre                    | % des inscrits            | Nombre                   | % des inscrits           |
| Inscrits                                                                       | Inscrits                                                               | 88 870                    | 100,00                    | 88 870                   | 100,00                   |
| Abstentions                                                                    | Abstentions                                                            | 48 742                    | 54,85                     | 56 337                   | 63,39                    |
| Votants                                                                        | Votants                                                                | 40 128                    | 45,15                     | 32 533                   | 36,61                    |
|                                                                                |                                                                        |                           | % des votants             |                          | % des votants            |
| Bulletins blancs                                                               | Bulletins blancs                                                       | 444                       | 1,11                      | 2 677                    | 8,23                     |
| Bulletins nuls                                                                 | Bulletins nuls                                                         | 172                       | 0,43                      | 858                      | 2,64                     |
| Suffrages exprimés                                                             | Suffrages exprimés                                                     | 39 512                    | 98,46                     | 28 998                   | 89,13                    |
|                                                                                |                                                                        |                           |                           |                          |                          |
| Candidat Étiquette politique (partis et alliances)                             | Candidat Étiquette politique (partis et alliances)                     | Voix                      | % des exprimés            | Voix                     | % des exprimés           |
|                                                                                |                                                                        |                           |                           |                          |                          |
|                                                                                | Jean-Michel Fauvergue La République en marche                          | 16 632                    | 42,09                     | 19 485                   | 67,19                    |
|                                                                                | Chantal Brunel Les Républicains (Union des démocrates et indépendants) | 5 729                     | 14,50                     | 9 513                    | 32,81                    |
|                                                                                | Julia Killian La France insoumise                                      | 5 140                     | 13,01                     |                          |                          |
|                                                                                | Josette Blesson Front national                                         | 4 143                     | 10,49                     |                          |                          |
|                                                                                | Eduardo Rihan Cypel (député sortant) Parti socialiste                  | 4 051                     | 10,25                     |                          |                          |
|                                                                                | Sabrina Seghiri Europe Écologie Les Verts                              | 1 567                     | 3,97                      |                          |                          |
|                                                                                | Flora Domingues Parti communiste français                              | 862                       | 2,18                      |                          |                          |
|                                                                                | Jacqueline Levy Debout la France                                       | 804                       | 2,03                      |                          |                          |
|                                                                                | Xavier Arnaud Divers (Union populaire républicaine)                    | 393                       | 0,99                      |                          |                          |
|                                                                                | Frédéric Renault Lutte ouvrière                                        | 191                       | 0,48                      |                          |                          |
|                                                                                | Frédéric Romet Divers                                                  | 0                         | 0,00                      |                          |                          |
| Source : Ministère de l'Intérieur - Huitième circonscription de Seine-et-Marne |                                                                        |                           |                           |                          |                          |

### Élections de 2022
Les élections législatives françaises de 2022 se déroulent les dimanches 12 et 19 juin 2022.
Cette élection fait l'objet d'une contestation devant le conseil constitutionnel, le 20 janvier 2023 il est décidé de retirer 3 voix à Hadrien Ghomi, il passe donc de 19 323 voix à 19 320, l'écart restant d'une voix en sa faveur l'élection n'est pas annulée.
|                                                                                |                                                                                        |                           |                           |                          |                          |
|                                                                                |                                                                                        | Premier tour 12 juin 2022 | Premier tour 12 juin 2022 | Second tour 19 juin 2022 | Second tour 19 juin 2022 |
|                                                                                |                                                                                        |                           |                           |                          |                          |
|                                                                                |                                                                                        | Nombre                    | % des inscrits            | Nombre                   | % des inscrits           |
| Inscrits                                                                       | Inscrits                                                                               | 95 166                    | 100,00                    | 95 210                   | 100,00                   |
| Abstentions                                                                    | Abstentions                                                                            | 54 200                    | 56,95                     | 54 186                   | 56,91                    |
| Votants                                                                        | Votants                                                                                | 40 966                    | 43,05                     | 41 024                   | 43,09                    |
|                                                                                |                                                                                        |                           | % des votants             |                          | % des votants            |
| Bulletins blancs                                                               | Bulletins blancs                                                                       | 605                       | 0,64                      | 1 752                    | 1,84                     |
| Bulletins nuls                                                                 | Bulletins nuls                                                                         | 170                       | 0,18                      | 630                      | 0,66                     |
| Suffrages exprimés                                                             | Suffrages exprimés                                                                     | 40 191                    | 42,23                     | 38 642                   | 40,59                    |
|                                                                                |                                                                                        |                           |                           |                          |                          |
| Candidat Étiquette politique (partis et alliances)                             | Candidat Étiquette politique (partis et alliances)                                     | Voix                      | % des exprimés            | Voix                     | % des exprimés           |
|                                                                                |                                                                                        |                           |                           |                          |                          |
|                                                                                | Hadrien Ghomi Ensemble                                                                 | 12 301                    | 30,61                     | 19 323                   | 50,01                    |
|                                                                                | Arnaud Bonnet Nouvelle Union populaire écologique et sociale Europe Écologie Les Verts | 13 044                    | 32,46                     | 19 319                   | 49,99                    |
|                                                                                | Reine Lécuyer Rassemblement national                                                   | 6 610                     | 16,45                     |                          |                          |
|                                                                                | Delphine Mairiaux Les Républicains                                                     | 3 287                     | 8,18                      |                          |                          |
|                                                                                | Jean-Marc Moskowicz Reconquête                                                         | 1 958                     | 4,87                      |                          |                          |
|                                                                                | Bernard Duchaussoy Écologiste                                                          | 1 148                     | 2,86                      |                          |                          |
|                                                                                | Michaël Sanchez Debout la France                                                       | 728                       | 1,81                      |                          |                          |
|                                                                                | Kevin Meillet Parti animaliste                                                         | 629                       | 1,57                      |                          |                          |
|                                                                                | Frédéric Renault Lutte ouvrière                                                        | 486                       | 1,21                      |                          |                          |
| Source : Ministère de l'Intérieur - Huitième circonscription de Seine-et-Marne |                                                                                        |                           |                           |                          |                          |

### Élections de 2024
| Candidats                | Candidats                | Parti et coalition       | Nuance                   | Premier tour | Premier tour | Second tour | Second tour |
| Candidats                | Candidats                | Parti et coalition       | Nuance                   | Voix         | %            | Voix        | %           |
| ------------------------ | ------------------------ | ------------------------ | ------------------------ | ------------ | ------------ | ----------- | ----------- |
|                          | Arnaud Bonnet            | LÉ (NFP)                 | UG                       | 22 663       | 36,29        | 24 892      | 39,28       |
|                          | Hadrien Ghomi            | RE (ENS)                 | ENS                      | 20 622       | 33,03        | 21 411      | 33,79       |
|                          | Manon Mourgères          | RN                       | RN                       | 17 465       | 27,97        | 17 066      | 26,93       |
|                          | Jean-Marc Moskowicz      | REC                      | REC                      | 869          | 1,39         |             |             |
|                          | Frédéric Renault         | LO                       | EXG                      | 822          | 1,32         |             |             |
|                          | Henriette Sauvage        | DLF                      | DSV                      | 1            | 0,00         |             |             |
|                          | Bernard Duchaussoy       | MEI                      | ECO                      | 0            | 0,00         |             |             |
|                          |                          |                          |                          |              |              |             |             |
| Votes valides            | Votes valides            | Votes valides            | Votes valides            | 62 442       | 97,35        | 63 369      | 98,00       |
| Votes blancs             | Votes blancs             | Votes blancs             | Votes blancs             | 1 320        | 2,06         | 1 009       | 1,56        |
| Votes nuls               | Votes nuls               | Votes nuls               | Votes nuls               | 379          | 0,59         | 287         | 0,44        |
| Total                    | Total                    | Total                    | Total                    | 64 141       | 100          | 64 665      | 100         |
| Abstention               | Abstention               | Abstention               | Abstention               | 33 523       | 34,32        | 33 054      | 33,83       |
| Inscrits / participation | Inscrits / participation | Inscrits / participation | Inscrits / participation | 97 664       | 65,68        | 97 719      | 66,17       |